# Melania Wohl
Melania Miriam (Maria) Wohl primo voto Lewicka secundo voto Eliava (ur. 6 kwietnia 1885 w Warszawie, zm. 7 grudnia 1937 lub 17 listopada 1938 w Tbilisi) – polska śpiewaczka operowa (sopran) pochodzenia żydowskiego.

## Życiorys
Uczyła się śpiewu u najpierw w Berlinie, a następnie w Warszawie u Marii Sobolewskiej w Warszawie. W 1908 roku debiutowała w Berlinie, na scenie tamtejszej Sing-Akademie. Kolejny rok spędziła w Londynie, doskonaląc warsztat artystyczny. Powróciwszy do kraju, w 1909 roku śpiewała m.in. w Filharmonii Warszawskiej, a od 1910 roku otrzymała angaż w Warszawskich Teatrach Rządowych, gdzie występowała w Teatrze Wielkim. Ze sceną tą była związana do 1915 roku. W tym okresie nagrała również szereg arii oraz pieśni dla wytwórni płytowej Syrena Rekord. W międzyczasie, w 1912 roku, wyszła za mąż za Mikołaja Lewickiego (1870–1944) – śpiewaka i reżysera operowego. Z małżeństwa w 1913 roku urodziła się córka Hanna.
Po wybuchu I wojny światowej została wraz z mężem ewakuowana w głąb Rosji. Artystka wraz z mężem i córką trafili najpierw do Kijowa, a w 1916 roku – do Tbilisi (ówczesny Tyflis). gdzie artystka występowała w tamtejszej operze. Po włączeniu Gruzji do Związku Radzieckiego w 1921 roku, mieszkającym tam Polakom pozwolono powrócić do kraju. Melania początkowo nosiła się zamiarem powrotu, ostatecznie jednak pozostała z córką w Gruzji, gdzie – po rozwodzie z Lewickim – wyszła za mąż za mikrobiologa Giorgi Eliavę.
W 1937 roku Eliava został uznany za „wroga ludu”. Małżeństwo zostało aresztowane w styczniu 1937 roku, natomiast w kwietniu tego roku aresztowano również Hannę, którą zesłano do Kazachstanu. Giorgi został stracony, natomiast Melania zmarła w więzieniu w Tbilisi w dniu 17 listopada 1938 roku. Według innej wersji, zginęła wcześniej, stracona pod zarzutem szpiegostwa w dniu 7 grudnia 1937 roku.